# Karl-Heinz Harm
Karl-Heinz Harm, teilweise auch Karlheinz Harm  geschrieben, (* 11. Juni 1950 in Ladenburg) ist ein ehemaliger deutscher Fußballspieler.

## Sportlicher Werdegang
Harm begann mit dem Fußballspielen beim LSV Ladenburg, über den TSV Mannheim kam er als Teenager 1966 zu Waldhof Mannheim. Parallel zu einer Ausbildung zum Kraftfahrzeugmechaniker spielte er in der dortigen Jugendmannschaft, ehe er in die Wettkampfmannschaft aufrückte. Von 1968 bis 1980 gehörte der Stürmer der Mannschaft an, die zunächst in der Regionalliga Süd, zwischen 1970 und dem Wiederaufstieg 1972 in der drittklassigen 1. Amateurliga Nordbaden sowie ab 1974 in der 2. Bundesliga spielte. Dort erzielte er in 169 Spielen 30 Tore, nachdem er in der Regionalliga Süd bereits 82 Ligaspiele mit 23 Toren absolviert hatte. Insgesamt hatte er 54 Tore in 250 Ligaspielen erzielt. Harm debütierte am Rundenstarttag, den 18. August 1968, bei einem 1:1 im Heimspiel gegen den FC Schweinfurt unter Trainer Hermann Lindemann an der Seite von Mitspielern wie Wolfgang Höfig, Klaus Sinn und Udo Glaser in der damals zweitklassigen Regionalliga Süd. Später ließ er beim FC Starkenburgia Heppenheim seine Karriere unterklassig ausklingen.
Harm lief als Auswahlspieler für den Badischen Fußballverband auf. 1972 gehörte er zur im Länderpokal siegreichen Mannschaft des nordbadischen Landesverbandes, die sich mit einem 2:1-Erfolg über die Auswahlmannschaft des niedersächsischen Verbandes den Titel holte.
Hauptberuflich ist Harm im Autohandel tätig. 1970 wurde sein Vater Mitinhaber seines Mannheimer Lehrbetriebs, den er später mit weiteren Partnern selbst führte. Seit 1997 ist er Alleininhaber des Unternehmens, das fortan als Autohaus Karl-Heinz Harm firmierte.